# Peʻa

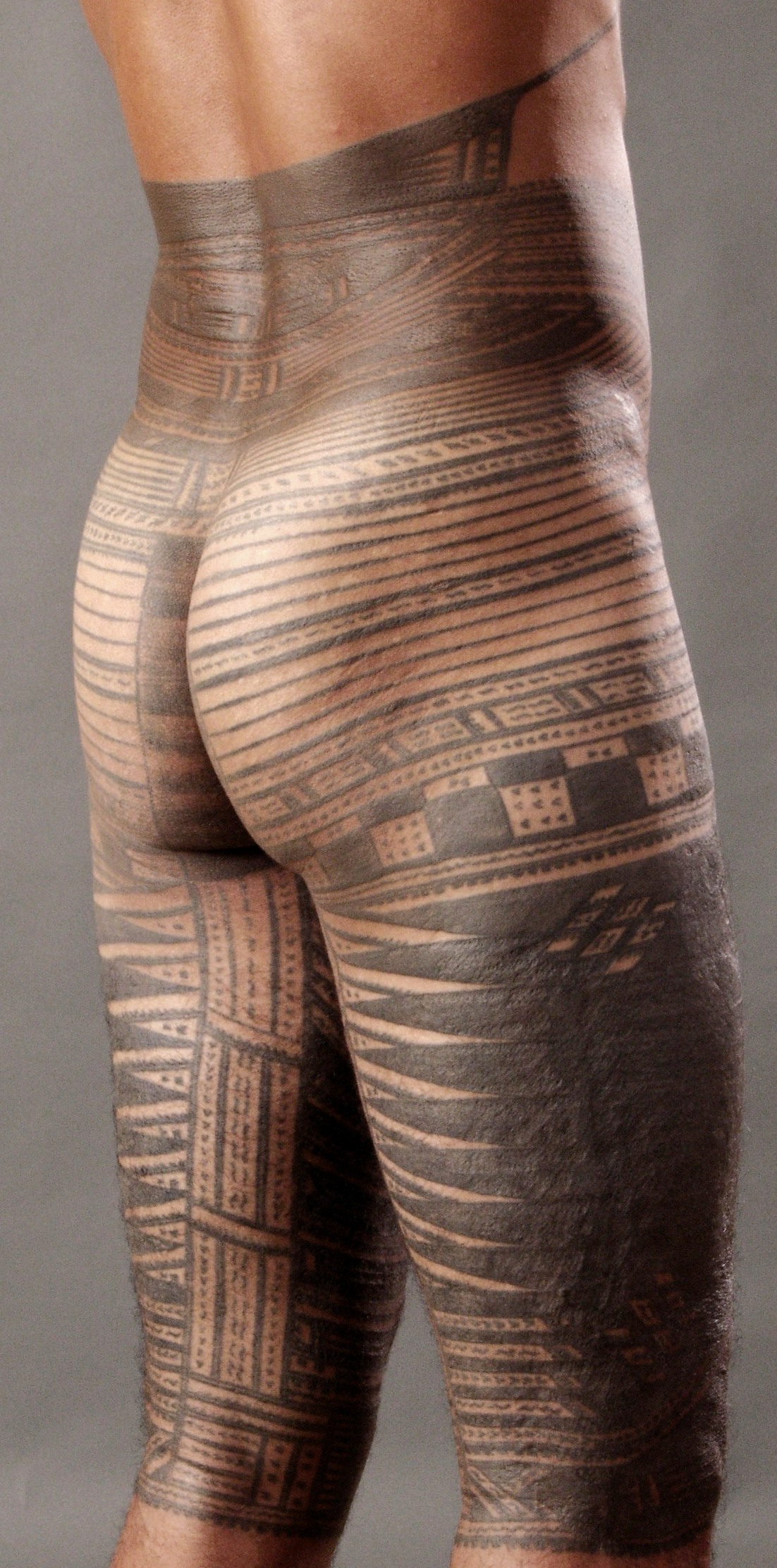

Peʻa – tradycyjny tatuaż samoański, przeznaczony dla mężczyzn. Pokrywa ciało od talii do kolan.
Wykonywany jest przy użyciu tradycyjnych narzędzi, ręcznie wyrobionych z kawałków kości i drewna. Stanowi obrzęd przejścia dla samoańskich mężczyzn.